# الكرارة (ابن خليل)
الكرارة هي إحدى مشيخات المملكة المغربية، تتبع جغرافيا لإقليم طانطان وإداريًا لابن خليل. يقدر عدد سكانها بـ 132 نسمة حسب الإحصاء الرسمي للسكان والسكنى لسنة 2004.